# كيفن سوليفان (سياسي)
كيفن سوليفان (بالإنجليزية: Kevin Sullivan) هو محامي وسياسي أمريكي، ولد في 20 أغسطس 1949 في الولايات المتحدة. حزبياً، نشط في الحزب الديمقراطي. وقد انتخب عضو مجلس ولاية كونيتيكت وانتخب List of lieutenant governors of Connecticut ‏.